# Wendisch Baggendorf
Wendisch Baggendorf é um município da Alemanha localizado no distrito de Vorpommern-Rügen, estado de Mecklemburgo-Pomerânia Ocidental.
Pertence ao Amt de Franzburg-Richtenberg.